# Knýtlingesaga
Knýtlingesaga fra anden halvdel af 1200-tallet er den islandske litteraturs hovedværk om de danske konger fra 900-tallet og frem til 1187. Ligesom sit forbillede, Snorres Heimskringla, er Knytlingesagaen tredelt, med Knud den Helliges saga som midterdelen. Det fremkommer ikke, hvilken kong Knud den har navn efter.
Knytlingesagaen begynder med Harald Blåtands historie og slutter med venderkrigenes afslutning under Knud 6. og Absalon. Som forfatter har man gættet på Snorres brorsøn, grammatikeren Olav Tordsson (1210-59), pga. hans tilknytning til Valdemar Sejrs hof.
På Saxos tid blev der skrevet en Skjoldungesaga fra Odins søn Skjold frem til Gorm den gamle. Den er gået tabt; men dens fortsættelse, Knytlingesagaen, er bevaret. Denne afsluttes det samme sted som Saxo, som den bygger direkte på.
Sagaen bygger i hovedtrækkene på Saxos Gesta Danorum, hvilket første gang blev påvist i en disputats fra 1946 af Gustav Albeck. Udførligst er sagaen om Knud den Hellige og den del, der handler om tiden efter 1130. Knud den Helliges saga er i øvrigt på mange punkter upålidelig eller urigtig. Den er ældre end den samlede Knytlingesaga, men optaget i sin helhed af dennes forfatter. Til den er der knyttet en fremstilling af Knud Lavards liv, der dog i meget er uhistorisk. De øvrige dele er forfattede efter forskellige kilder: dels efter skjaldekvad (Knud den stores og Erik Ejegods historie for en stor del), dels efter Heimskringla.
Fra denne er hentet alt, hvad der fortælles om forholdet mellem Danmark og Norge på forskellige tider. Endelig er den mundtlige tradition hovedkilden, især for tiden efter 1130. Denne traditions pålidelighed kan til en vis grad måles ved en sammenligning med Saxo, og det viser sig da, at sagaens forfatter har været forbavsende godt underrettet. Der er i det hele og store god overensstemmelse mellem de to kilder, ja Knytlingesaga giver undertiden mere end Saxo, uden at man kan antage, at det er urigtigt.
Sagaens forfatter selv har været en nøgtern mand og ikke ukritisk; han sløjfer legender, undtagen i Knud den Helliges historie; særlig omhyggelig er han — trods enkelte fejl — med tidsregningen. Til trods for at visse dele af sagaen er mindre pålidelige, og til trods for at der findes nogle alvorlige fejl, er Knytlingesaga et vigtigt kildeskrift.